# Colin John Curran
Colin John Curran (Newcastle, 21 d'agost de 1947) és un exfutbolista australià de la dècada de 1970.

## Trajectòria esportiva
Format al futbol base del Manchester United, la seva carrera futbolística transcorregué al futbol australià, a clubs com Adamstown Rosebuds, Marconi Stallions o Western Suburbs SC. Fou internacional amb la selecció d'Austràlia entre els anys 1970 i 1979, un total de 34 partits. Participà en el Mundial de 1974, on es marcà un gol en pròpia porta.